# Fabiana Andrade
Fabiana Andrade da Silva (Salvador, 16 de janeiro de 1978) é uma empresária e ex-modelo brasileira.
A morena ficou famosa pelas medidas de seu quadril, que segundo as fontes variam de 107 a 115 cm, mas já foram motivo de “vergonha” durante a sua adolescência.

## Biografia

### Carreira
A soteropolitana Fabiana apareceu na televisão como a garota que dançava embaixo do chuveiro no programa Sabadão, apresentado por Augusto Liberato nas noites de sábado no final dos anos 90. Seu auge foi como uma das musas da Banheira do Gugu no programa Domingo Legal, do SBT. Teve ainda várias aparições no Boa Noite Brasil e Sabadaço, programas apresentados por Gilberto Barros, na Rede Bandeirantes.
A modelo desfilou por diversas vezes no carnaval, como Rainha de Bateria do Império Serrano, ou destaque das escolas de samba Tradição, Imperatriz Leopoldinense, Salgueiro, Grande Rio, Porto da Pedra e X-9 Paulistana. Seu último desfile foi em 2017.
Realizou ensaios e foi capa três vezes da revista masculina Sexy em junho de 1998 como Miss Copa do Mundo, em julho de 1999 e janeiro de 2002, como a Gata Molhada do Gugu.
Em 2007, foi contratada pela produtora carioca Voyeur Vídeo e estrelou um DVD sensual. Ela também recebeu uma oferta para fazer um filme pornô da produtora Brasileirinhas, porém recusou.
Depois de sair da mídia, passou a ser estilista de biquínis.

### Vida pessoal
Entre seus relacionamentos, teria sido a pivô da separação de Ronaldinho e Susana Werner na Itália.
Em 2001, namorou Gugu Liberato por 3 meses, cujo romance teria terminado pela desaprovação da mãe do apresentador.
Em 2005, trocou beijos com o ex-jogador Maradona na extinta boate Nuth, na Barra da Tijuca, na Zona Oeste do Rio, que a transformou em atração na Argentina e até um convite para posar para revista deste país.
Foi uma das convidadas da polêmica festa na casa do jogador Adriano em 2009, período que, segundo ela, namorava um jogador da seleção brasileira, de quem nunca revelou o nome.
Chegou até a manter um romance com o traficante Lúcio Mauro Carneiro dos Passos, o Biscoito, um dos gerentes do Morro da Mangueira.
Manteve também relacionamento com um policial falecido posteriormente em um acidente de carro.
Reside atualmente no Rio de Janeiro com seu filho Rhuan.

## Carreira

### Televisão
- Sabadão .... gata molhada
- Domingo Legal .... garota da prova da banheira

### Videografia
- 2007 – DVD Voyeur - A Stripper dos seus sonhos... Fabiana Andrade
- VHS Fabiana Andrade - Você Vai Suar! (Baila Comigo)